# Alchemilla subtatrica
Alchemilla subtatrica é uma espécie de rosácea do gênero Alchemilla, pertencente à família Rosaceae.